# Coupe des États-Unis de soccer 2017
Navigation
Lamar Hunt U.S. Open Cup 2016 Lamar Hunt U.S. Open Cup 2018
La Coupe des États-Unis de soccer 2017 est la 104e édition de la Lamar Hunt U.S. Open Cup, la plus ancienne des compétitions dans le soccer américain. C'est un système à élimination directe mettant aux prises des clubs de soccer amateurs, semi-pros et professionnels affiliés à la Fédération des États-Unis de soccer, qui l'organise conjointement avec les ligues locales
La finale se tient le 20 septembre 2017, après sept autres tours à élimination directe dans la phase finale mettant aux prises des clubs amateurs et professionnels. Le FC Dallas défend son trophée après sa victoire en 2016, son second titre (après 1997). Les qualifications débutent à l'automne 2016 pour les équipes des divisions cinq ou inférieures même si la Fédération des États-Unis de soccer n'annonce le format de la compétition que le 1er mars 2017. Depuis l'édition 2015, la compétition comporte une absence de tirage au-delà des seizièmes de finale puisque les équipes sont réparties en quatre groupes de quatre, selon des critères géographiques.
Le tenant du titre est le FC Dallas, vainqueur en finale du New England Revolution. Le vainqueur de la compétition, le Sporting Kansas City, remporte 250,000 $ ainsi qu'une place pour la Ligue des champions de la CONCACAF 2018-2019.

## Déroulement de la compétition

### Primes monétaires
Pour cette 104e édition, les primes accordées sont les mêmes que la saison dernière. Le champion reçoit 250 000 dollars. Le finaliste touche 60 000 dollars et 15 000 dollars sont accordés pour les meilleurs de chaque championnat semi-pro et amateur.
Les primes monétaires de l'édition 2017 sont distribuées comme suit :
| Classement                                                 | Primes    |
| ---------------------------------------------------------- | --------- |
| Champion                                                   | 250,000 $ |
| Finaliste                                                  | 60,000 $  |
| Meilleur de championnat inférieur à la Major League Soccer | 15,000 $  |

### Calendrier
De par la taille du pays, les phases de qualification sont dirigées par des ligues nationales qui divisent elles-mêmes leurs phases de qualification selon la répartition géographique des clubs membres. Ainsi, selon les conférences, les qualifications peuvent être composées d'un à trois tours.

#### Dates des rencontres
| Tour                                                                                        | Nom                 | Dates retenues                            | Équipes participantes | Équipes gagnantes |
| Épreuve éliminatoire (2016)                                                                 |                     |                                           |                       |                   |
| 1                                                                                           | Premier tour        | Dates locales                             |                       |                   |
| 2                                                                                           | Deuxième tour       | Dates locales                             |                       |                   |
| 3                                                                                           | Troisième tour      | Dates locales                             |                       |                   |
| Compétition propre (2017)                                                                   |                     |                                           |                       |                   |
| Entrée de 17 équipes issues des qualifications locales/18 équipes de NPSL/21 équipes de PDL |                     |                                           |                       |                   |
| 4                                                                                           | Premier tour        | mar.-mer.-ven. 9-10-12 mai                | 56                    | 28                |
| Entrée des 18 équipes de USL/6 équipes de NASL                                              |                     |                                           |                       |                   |
| 5                                                                                           | Deuxième tour       | mar.-mer. 16-17 mai                       | 52                    | 26                |
| 6                                                                                           | Troisième tour      | mar.-mer. 30-31 mai                       | 26                    | 13                |
| Entrée des 19 équipes de Major League Soccer                                                |                     |                                           |                       |                   |
| 7                                                                                           | Quatrième tour      | mar.-mer. 13-14 juin                      | 32                    | 16                |
| 8                                                                                           | Huitièmes de finale | mar.-mer. 27-28 juin                      | 16                    | 8                 |
| 9                                                                                           | Quarts de finale    | mar.-mer.-ven. 10-11-13 juillet et 2 août | 8                     | 4                 |
| 10                                                                                          | Demi-finales        | mer. 9 août et mar. 15 août               | 4                     | 2                 |
| 11                                                                                          | Finale              | mer. 20 septembre                         | 2                     | 1                 |

## Participants
Toutes les équipes des divisions I (MLS), II (NASL et USL) obtiennent une place automatique dans la compétition, à l'exception des équipes opérées par des franchises professionnelles d'un niveau supérieur (règle en vigueur depuis 2016).
| Entre au premier tour | Entre au premier tour | Entre au premier tour | Entre au second tour | Entre au second tour                                                                                             | Entre au quatrième tour |
| Qualifiés locaux/NPSL/PDL 17 équipes/18 équipes/21 équipes | Qualifiés locaux/NPSL/PDL 17 équipes/18 équipes/21 équipes | Qualifiés locaux/NPSL/PDL 17 équipes/18 équipes/21 équipes | USL/NASL 18 équipes/6 équipes | USL/NASL 18 équipes/6 équipes                                                                                    | MLS 19 équipes |
| Qualifiés locaux - Anahuac FC (NV) - Azteca FC (CO) - Boca Raton FC (FL) - Christos FC (MD) $ - Chula Vista FC (CA) - Colorado Rush (CO) - El Farolito (CA) - FC Motown (NJ) - GPS Omens (MA) - Junior Lone Star FC (PA) - La Máquina FC (CA) - LA Wolves FC (CA) - Moreno Valley FC (CA) - NTX Rayados (TX) - Outbreak FC (CA) - Red Force FC (FL) - Tartan Devils Oak Avalon (PA) | NPSL - AFC Ann Arbor - AFC Cleveland - Albion SC Pros - Atlanta Silverbacks - Boston City FC - Chattanooga FC - Clarkstown SC Eagles - FC Wichita - Fredericksburg FC - Grand Rapids FC - Houston Dutch Lions - Jacksonville Armada U-23 - Legacy 76 - Miami United - New Jersey Copa FC - OSA FC - Sonoma County Sol - Tulsa Athletic | PDL - Burlingame Dragons FC - Carolina Dynamo - Charlotte Eagles - Chicago FC United - Derby City Rovers - Des Moines Menace - FC Golden State Force - FC Tucson - Fresno Fuego - GPS Portland Phoenix - Michigan Bucks - Ocean City Nor'easters - OKC Energy U-23 - Reading United - San Diego Zest - SC United Bantams - Seattle Sounders FC U-23 - South Florida Surf - Ventura County Fusion - The Villages SC - Western Mass Pioneers | USL - Charleston Battery - Charlotte Independence - Colorado Springs Switchbacks - FC Cincinnati $ - Harrisburg City Islanders - Louisville City FC - Oklahoma City Energy FC - Orange County SC - Phoenix Rising FC - Pittsburgh Riverhounds - Reno 1868 FC - Richmond Kickers - Rochester Rhinos - Sacramento Republic FC - Saint Louis FC - San Antonio FC - Tampa Bay Rowdies - Tulsa Roughnecks | NASL - Indy Eleven - Jacksonville Armada - Miami FC - New York Cosmos - North Carolina FC - San Francisco Deltas | MLS - Atlanta United FC - Chicago Fire - Colorado Rapids - Columbus Crew - FC Dallas - DC United - Houston Dynamo - Los Angeles Galaxy - Minneosta United FC - New England Revolution - New York City FC - New York Red Bulls - Orlando City SC - Philadelphia Union - Portland Timbers - Real Salt Lake - San Jose Earthquakes - Seattle Sounders FC - Sporting Kansas City |

Légende :

Major League Soccer (MLS) : championnat de première division.

North American Soccer League (NASL) : championnat de seconde division organisé par la Fédération des États-Unis de soccer (USSF).

United Soccer League (USL) : championnat de seconde division organisé par la United Soccer Leagues (USL).

Premier Development League (PDL) : championnat de quatrième division organisé par la United Soccer Leagues (USL).

National Premier Soccer League (NPSL) : championnat de quatrième division organisé par la Fédération des États-Unis de soccer (USSF).
- $: Vainqueur du bonus de 15,000 $ pour être l'équipe de la ligue ayant été le plus loin dans la compétition.

## Résultats
Le vainqueur de l'édition précédente, le FC Dallas (MLS) entre dans la compétition lors du quatrième tour.

### Premier tour
Les rencontres se déroulent le mercredi 10 mai, à l'exception de la rencontre en le Red Force FC et le South Florida Surf programmée pour la veille et la confrontation entre Chicago FC United et le Grand Rapids FC, reportée au 12 mai.
Pour minimiser les longs trajets, le tirage au sort est basé sur des critères géographiques. Les équipes hôtes en ont précédemment fait la demande. Si deux équipes souhaitant accueillir leur rencontre de premier tour sont confrontées, on procède alors à un tirage au sort.
| Division | Club                     | Score              | Club                         | Division |
| -------- | ------------------------ | ------------------ | ---------------------------- | -------- |
| (USASA)  | Red Force FC             | 2-4                | South Florida Surf           | (PDL)    |
| (NPSL)   | Fredericksburg FC        | 0-3                | Christos FC                  | (USASA)  |
| (NPSL)   | Atlanta Silverbacks      | 4-1                | SC United Bantams            | (PDL)    |
| (USASA)  | El Farolito              | 0-0 (5-6 t. a. b.) | Burlingame Dragons           | (PDL)    |
| (PDL)    | GPS Portland Phoenix     | 0-2                | GPS Omens                    | (USASA)  |
| (PDL)    | Western Mass Pioneers    | 2-2 (6-7 t. a. b.) | Boston City FC               | (NPSL)   |
| (NPSL)   | New Jersey Copa FC       | 1-2 a. p.          | FC Motown                    | (USASA)  |
| (PDL)    | Charlotte Eagles         | 2-0                | Chattanooga FC               | (NPSL)   |
| (PDL)    | Carolina Dynamo          | 2-1                | Legacy 76                    | (NPSL)   |
| (NPSL)   | Miami United             | 2-1                | Boca Raton FC                | (USASA)  |
| (NPSL)   | Jacksonville Armada U-23 | 2-1                | The Villages SC              | (PDL)    |
| (PDL)    | Ocean City Nor'easters   | 3-1                | Junior Lone Star FC          | (USASA)  |
| (PDL)    | Reading United           | 1-0                | Clarkstown SC Eagles         | (NPSL)   |
| (PDL)    | Michigan Bucks           | 1-0                | AFC Ann Arbor                | (NPSL)   |
| (PDL)    | Derby City Rovers        | 1-1 (3-4 t. a. b.) | Tartan Devils Oak Avalon     | (USASA)  |
| (NPSL)   | Houston Dutch Lions      | 3-1                | North Texas Rayados          | (USASA)  |
| (NPSL)   | FC Wichita               | 1-0 a. p.          | Azteca FC                    | (USSSA)  |
| (PDL)    | Des Moines Menace        | 1-3                | AFC Cleveland                | (NPSL)   |
| (NPSL)   | Tulsa Athletic           | 1-1 (2-4 t. a. b.) | Oklahoma City Energy FC U-23 | (PDL)    |
| (NPSL)   | Sonoma County Sol        | 1-1 (4-5 t. a. b.) | Anahuac FC                   | (USASA)  |
| (NPSL)   | Albion SC Pros           | 2-3                | Chula Vista                  | (USASA)  |
| (PDL)    | FC Golden States Force   | 2-0                | Outbreak FC                  | (USASA)  |
| (PDL)    | Fresno Fuego             | 4-1                | La Maquina                   | (USASA)  |
| (PDL)    | Ventura County Fusion    | 1-2                | Moreno Valley FC             | (USASA)  |
| (PDL)    | FC Tucson                | 3-1                | Colorado Rush                | (USASA)  |
| (NPSL)   | Osa FC                   | 0-0 (5-3 t. a. b.) | Seattle Sounders U-23        | (PDL)    |
| (USASA)  | LA Wolves FC             | 4-2                | San Diego Zest               | (PDL)    |
| (PDL)    | Chicago FC United        | 1-0                | Grand Rapids FC              | (NPSL)   |

### Second tour
Les rencontres se déroulent le 17 mai, à l'exception de la rencontre entre Tampa Bay et l'équipe U-23 de Jacksonville prévue la veille.
| Division | Club                         | Score              | Club                      | Division |
| -------- | ---------------------------- | ------------------ | ------------------------- | -------- |
| (USL)    | Tampa Bay Rowdies            | 3-0                | Jacksonville Armada U-23  | (NPSL)   |
| (NPSL)   | Atlanta Silverbacks          | 1-2                | Charleston Battery        | (USL)    |
| (USL)    | Richmond Kickers             | 0-1                | Christos FC               | (USASA)  |
| (USL)    | Rochester Rhinos             | 3-0                | FC Motown                 | (USASA)  |
| (NPSL)   | Boston City FC               | 1-2                | GPS Omens                 | (USASA)  |
| (NPSL)   | Miami United FC              | 1-2                | Jacksonville Armada       | (NASL)   |
| (PDL)    | Carolina Dynamo              | 1-6                | North Carolina FC         | (NASL)   |
| (PDL)    | Charlotte Eagles             | 2-3                | Charlotte Independence    | (USL)    |
| (USASA)  | Tartan Devils Oak Avalon     | 0-9                | Louisville City FC        | (USL)    |
| (USL)    | FC Cincinnati                | 1-0 a. p.          | AFC Cleveland             | (NPSL)   |
| (NASL)   | Miami FC                     | 3-2                | South Florida Surf        | (PDL)    |
| (PDL)    | Michigan Bucks               | 1-0                | Indy Eleven               | (NASL)   |
| (PDL)    | Reading United               | 3-2                | New York Cosmos           | (NASL)   |
| (PDL)    | Ocean City Nor'easters       | 0-0 (5-6 t. a. b.) | Harrisburg City Islanders | (USL)    |
| (PDL)    | Chicago FC United            | 3-1                | Pittsburgh Riverhounds    | (USL)    |
| (NPSL)   | FC Wichita                   | 3-4 a. p.          | Saint Louis FC            | (USL)    |
| (NPSL)   | Houston Dutch Lions          | 1-2                | San Antonio FC            | (USL)    |
| (USL)    | Tulsa Roughnecks             | 5-3                | OKC Energy U23            | (PDL)    |
| (USL)    | Oklahoma City Energy FC      | 5-1                | Moreno Valley FC          | (USASA)  |
| (USL)    | Colorado Springs Switchbacks | 2-0                | FC Tucson                 | (PDL)    |
| (PDL)    | Fresno Fuego                 | 1-3                | Phoenix Rising FC         | (USL)    |
| (PDL)    | FC Golden State Force        | 2-5                | Orange County SC          | (USL)    |
| (USASA)  | LA Wolves FC                 | 1-0 a. p.          | Chula Vista FC            | (USASA)  |
| (USL)    | Sacramento Republic FC       | 4-0                | Anahuac FC                | (USASA)  |
| (NASL)   | San Francisco Deltas         | 2-1                | Burlingame Dragons FC     | (PDL)    |
| (NPSL)   | OSA FC                       | 1-1 (3-4 t. a. b.) | Reno 1868 FC              | (USL)    |

### Troisième tour
Les rencontres se déroulent le 31 mai, à l'exception de la rencontre entre les Michigan Bucks et le Saint Louis FC.
| Division | Club                         | Score              | Club                      | Division |
| -------- | ---------------------------- | ------------------ | ------------------------- | -------- |
| (PDL)    | Michigan Bucks               | 1-2                | Saint Louis FC            | (USL)    |
| (USL)    | Rochester Rhinos             | 2-1 a. p.          | GPS Omens                 | (USASA)  |
| (NASL)   | Jacksonville Armada          | 0-1                | Charleston Battery        | (USL)    |
| (USL)    | FC Cincinnati                | 1-0                | Louisville City FC        | (USL)    |
| (NASL)   | North Carolina FC            | 4-1                | Charlotte Independence    | (USL)    |
| (NASL)   | Miami FC                     | 2-0                | Tampa Bay Rowdies         | (USL)    |
| (PDL)    | Reading United               | 0-3                | Harrisburg City Islanders | (USL)    |
| (PDL)    | Chicago FC United            | 0-1                | Christos FC               | (USASA)  |
| (USL)    | Tulsa Roughnecks             | 0-0 (7-6 t. a. b.) | San Antonio FC            | (USL)    |
| (USL)    | Colorado Springs Switchbacks | 1-2                | Oklahoma City Energy FC   | (USL)    |
| (USL)    | Phoenix Rising FC            | 1-2                | San Francisco Deltas      | (NASL)   |
| (USASA)  | LA Wolves FC                 | 0-1                | Orange County SC          | (USL)    |
| (USL)    | Sacramento Republic FC       | 2-0                | Reno 1868 FC              | (USL)    |

### Quatrième tour
Ce tour marque l'entrée des équipes de Major League Soccer.
| Division | Club                   | Résultat  | Club                      | Division | Lieu                                          | Affluence | Date, heure        | Rapport |
| -------- | ---------------------- | --------- | ------------------------- | -------- | --------------------------------------------- | --------- | ------------------ | ------- |
| (MLS)    | D.C. United            | 4-1       | Christos FC               | (USASA)  | Maryland SoccerPlex, Germantown, MD           | 5 286     | Mardi 13, 19h30    | Rapport |
| (MLS)    | Colorado Rapids        | 3-2       | Oklahoma City Energy      | (USL)    | Dick's Sporting Goods Park, Commerce City, CO | 1 790     | Mardi 13, 19h      | Rapport |
| (MLS)    | Seattle Sounders       | 2-1       | Portland Timbers          | (MLS)    | Starfire Sports Complex, Tukwila, WA          | 3 937     | Mardi 13, 19h30    | Rapport |
| (USL)    | FC Cincinnati          | 1-0       | Columbus Crew             | (MLS)    | Nippert Stadium, Cincinnati, OH               | 30 160    | Mercredi 14, 19h   | Rapport |
| (NASL)   | North Carolina FC      | 2-3 a. p. | Houston Dynamo            | (MLS)    | Sahlen’s Stadium, Cary, NC                    | 4 325     | Mercredi 14, 19h30 | Rapport |
| (MLS)    | New England Revolution | 3-0       | Rochester Rhinos          | (USL)    | Anderson Stadium, Providence, RI              | 1 663     | Mercredi 14, 19h30 | Rapport |
| (MLS)    | Philadelphia Union     | 3-1       | Harrisburg City Islanders | (USL)    | Talen Energy Stadium, Chester, PA             | 3 866     | Mercredi 14, 19h30 | Rapport |
| (MLS)    | Atlanta United         | 3-2       | Charleston Battery        | (USL)    | Fifth Third Bank Stadium, Kennesaw, GA        | 9 458     | Mercredi 14, 19h30 | Rapport |
| (MLS)    | Orlando City SC        | 1-3       | Miami FC                  | (NASL)   | Orlando City Stadium, Orlando, FL             | 5 838     | Mercredi 14, 19h30 | Rapport |
| (MLS)    | New York Red Bulls     | 1-0       | New York City FC          | (MLS)    | Red Bull Arena, Harrison, NJ                  | 11 311    | Mercredi 14, 20h   | Rapport |
| (USL)    | Saint Louis FC         | 0-1       | Chicago Fire              | (MLS)    | Toyota Stadium, Fenton, MO                    | 5 786     | Mercredi 14, 19h   | Rapport |
| (MLS)    | Sporting Kansas City   | 4-0       | Minnesota United          | (MLS)    | Children's Mercy Park, Kansas City, KS        | 15 260    | Mercredi 14, 19h30 | Rapport |
| (USL)    | Sacramento Republic    | 4-1       | Real Salt Lake            | (MLS)    | Papa Murphy's Park, Sacramento, CA            | 11 569    | Mercredi 14, 19h30 | Rapport |
| (MLS)    | LA Galaxy              | 3-1       | Orange County SC          | (USL)    | StubHub Center – Track Stadium, Carson, CA    | 2 408     | Mercredi 14, 19h30 | Rapport |
| (MLS)    | San Jose Earthquakes   | 2-0       | San Francisco Deltas      | (NASL)   | Avaya Stadium, San José, CA                   | 12 524    | Mercredi 14, 19h30 | Rapport |
| (MLS)    | FC Dallas              | 2-1       | Tulsa Roughnecks          | (USL)    | Westcott Field, University Park, TX           | 2 214     | Mercredi 14, 19h   | Rapport |

### Huitièmes de finale
| 27 juin 2017 | FC Dallas (MLS)                                  | 3 - 1   | (MLS) Colorado Rapids |                                                                          |                                                                          |
|              | Díaz 45e (pen.) · Hollingshead 57e · Morales 89e | (1 - 0) | 46e Azira             | Toyota Stadium, Frisco, TX Spectateurs : 4 131 Arbitrage : Robert Sibiga | Toyota Stadium, Frisco, TX Spectateurs : 4 131 Arbitrage : Robert Sibiga |
|              | Rapport                                          |         |                       | Toyota Stadium, Frisco, TX Spectateurs : 4 131 Arbitrage : Robert Sibiga | Toyota Stadium, Frisco, TX Spectateurs : 4 131 Arbitrage : Robert Sibiga |

| 28 juin 2017 | New England Revolution (MLS) | 2 - 1   | (MLS) D.C. United |                                                                           |                                                                           |
|              | Fagúndez 44e · Wright 48e    | (1 - 1) | 7e Ortiz          | Jordan Field, Cambridge, MA Spectateurs : 2 572 Arbitrage : Mark Kadlecik | Jordan Field, Cambridge, MA Spectateurs : 2 572 Arbitrage : Mark Kadlecik |
|              | Rapport                      |         |                   | Jordan Field, Cambridge, MA Spectateurs : 2 572 Arbitrage : Mark Kadlecik | Jordan Field, Cambridge, MA Spectateurs : 2 572 Arbitrage : Mark Kadlecik |

| 28 juin 2017                              | New York Red Bulls (MLS) | 1 - 1 5 - 3 t. a. b.              | (MLS) Philadelphia Union |                                                                             |                                                                             |
|                                           | Kljestan 42e             | (1 - 0)                           | 86e Alberg               | Red Bull Arena, Harrison, NJ Spectateurs : 9 136 Arbitrage : Alex Chilowicz | Red Bull Arena, Harrison, NJ Spectateurs : 9 136 Arbitrage : Alex Chilowicz |
|                                           | Rapport                  |                                   |                          | Red Bull Arena, Harrison, NJ Spectateurs : 9 136 Arbitrage : Alex Chilowicz | Red Bull Arena, Harrison, NJ Spectateurs : 9 136 Arbitrage : Alex Chilowicz |
| Zizzo · Verón · Royer · Kljestan · Felipe | Tirs au but 5 - 3        | Alberg · Pontius · Picault · Epps |                          | Red Bull Arena, Harrison, NJ Spectateurs : 9 136 Arbitrage : Alex Chilowicz | Red Bull Arena, Harrison, NJ Spectateurs : 9 136 Arbitrage : Alex Chilowicz |

| 28 juin 2017                          | FC Cincinnati (USL) | 0 - 0 3 - 1 t. a. b.                         | (MLS) Chicago Fire |                                                                                  |                                                                                  |
|                                       |                     | (0 - 0)                                      |                    | Nippert Stadium, Cincinnati, OH Spectateurs : 32 287 Arbitrage : Hilario Grajeda | Nippert Stadium, Cincinnati, OH Spectateurs : 32 287 Arbitrage : Hilario Grajeda |
|                                       | Rapport             |                                              |                    | Nippert Stadium, Cincinnati, OH Spectateurs : 32 287 Arbitrage : Hilario Grajeda | Nippert Stadium, Cincinnati, OH Spectateurs : 32 287 Arbitrage : Hilario Grajeda |
| Quinn · Josu · Delbridge · McLaughlin | Tirs au but 3 - 1   | Nikolić · Álvarez · Schweinsteiger · Juninho |                    | Nippert Stadium, Cincinnati, OH Spectateurs : 32 287 Arbitrage : Hilario Grajeda | Nippert Stadium, Cincinnati, OH Spectateurs : 32 287 Arbitrage : Hilario Grajeda |

| 28 juin 2017 | Miami FC (NASL)                          | 3 - 2   | (MLS) Atlanta United FC          |                                                                                      |                                                                                      |
|              | Stéfano 37e · Bernstein 52e · Poku 90+3e | (1 - 1) | 35e Vazquez · 75e (pen.) Gressel | Riccardo Silva Stadium, Miami, FL Spectateurs : 9 004 Arbitrage : José Carlos Rivero | Riccardo Silva Stadium, Miami, FL Spectateurs : 9 004 Arbitrage : José Carlos Rivero |
|              | Rapport                                  |         |                                  | Riccardo Silva Stadium, Miami, FL Spectateurs : 9 004 Arbitrage : José Carlos Rivero | Riccardo Silva Stadium, Miami, FL Spectateurs : 9 004 Arbitrage : José Carlos Rivero |

| 28 juin 2017 | Houston Dynamo (MLS) | 0 - 2 | (MLS) Sporting Kansas City |                                                                                 |                                                                                 |
|              |                      |       | 61e Opara · 90+1e Gerso    | BBVA Compass Stadium, Houston, TX Spectateurs : 6 095 Arbitrage : Fotis Bazakos | BBVA Compass Stadium, Houston, TX Spectateurs : 6 095 Arbitrage : Fotis Bazakos |
|              | Rapport              |       |                            | BBVA Compass Stadium, Houston, TX Spectateurs : 6 095 Arbitrage : Fotis Bazakos | BBVA Compass Stadium, Houston, TX Spectateurs : 6 095 Arbitrage : Fotis Bazakos |

| 28 juin 2017 | San Jose Earthquakes (MLS) | 2 - 1   | (MLS) Seattle Sounders FC |                                                                           |                                                                           |
|              | Salinas 6e · Hoesen 84e    | (1 - 1) | 35e Narbón · 48e Kovar    | Avaya Stadium, San José, CA Spectateurs : 13 442 Arbitrage : Nima Saghafi | Avaya Stadium, San José, CA Spectateurs : 13 442 Arbitrage : Nima Saghafi |
|              | Rapport                    |         |                           | Avaya Stadium, San José, CA Spectateurs : 13 442 Arbitrage : Nima Saghafi | Avaya Stadium, San José, CA Spectateurs : 13 442 Arbitrage : Nima Saghafi |

### Quarts de finale
| 10 juillet 2017 | San Jose Earthquakes (MLS)       | 3 - 2   | (MLS) LA Galaxy                  |                                                                            |                                                                            |
|                 | Wondolowski 16e 51e · Hoesen 62e | (1 - 1) | 3e Van Damme · 84e (csc) Tarbell | Avaya Stadium, San José, CA Spectateurs : 14 056 Arbitrage : Allen Chapman | Avaya Stadium, San José, CA Spectateurs : 14 056 Arbitrage : Allen Chapman |
|                 | Rapport                          |         |                                  | Avaya Stadium, San José, CA Spectateurs : 14 056 Arbitrage : Allen Chapman | Avaya Stadium, San José, CA Spectateurs : 14 056 Arbitrage : Allen Chapman |

| 11 juillet 2017 | Sporting Kansas City (MLS)           | 3 - 0 a. p. | (MLS) FC Dallas |                                                                                          |                                                                                          |
|                 | Blessing 105+3e 105+8e · Sallói 118e | (0 - 0)     |                 | Children's Mercy Park, Kansas City, KS Spectateurs : 15 016 Arbitrage : Younes Marrakchi | Children's Mercy Park, Kansas City, KS Spectateurs : 15 016 Arbitrage : Younes Marrakchi |
|                 | Rapport                              |             |                 | Children's Mercy Park, Kansas City, KS Spectateurs : 15 016 Arbitrage : Younes Marrakchi | Children's Mercy Park, Kansas City, KS Spectateurs : 15 016 Arbitrage : Younes Marrakchi |

| 13 juillet 2017 | New England Revolution (MLS) | 0 - 1   | (MLS) New York Red Bulls |                                                                            |                                                                            |
|                 |                              | (0 - 0) | 87e Wright-Phillips      | Jordan Field, Cambridge, MA Spectateurs : 2 331 Arbitrage : Jorge Gonzalez | Jordan Field, Cambridge, MA Spectateurs : 2 331 Arbitrage : Jorge Gonzalez |
|                 | Rapport                      |         |                          | Jordan Field, Cambridge, MA Spectateurs : 2 331 Arbitrage : Jorge Gonzalez | Jordan Field, Cambridge, MA Spectateurs : 2 331 Arbitrage : Jorge Gonzalez |

| 2 août 2017 | Miami FC (NASL) | 0 - 1   | (USL) FC Cincinnati |                                                                                  |                                                                                  |
|             |                 | (0 - 0) | 68e Fall            | Riccardo Silva Stadium, Miami, FL Spectateurs : 10 415 Arbitrage : Mark Kadlecik | Riccardo Silva Stadium, Miami, FL Spectateurs : 10 415 Arbitrage : Mark Kadlecik |
|             | Rapport         |         |                     | Riccardo Silva Stadium, Miami, FL Spectateurs : 10 415 Arbitrage : Mark Kadlecik | Riccardo Silva Stadium, Miami, FL Spectateurs : 10 415 Arbitrage : Mark Kadlecik |

### Demi-finales
| 9 août 2017                                           | Sporting Kansas City (MLS) | 1 - 1 5 - 4 t. a. b.                                                  | (MLS) San Jose Earthquakes |                                                                                      |                                                                                      |
|                                                       | Rubio 32e                  | (1 - 1)                                                               | 4e Hoesen                  | Children's Mercy Park, Kansas City, KS Spectateurs : 16 193 Arbitrage : Nima Saghafi | Children's Mercy Park, Kansas City, KS Spectateurs : 16 193 Arbitrage : Nima Saghafi |
|                                                       | Rapport                    |                                                                       |                            | Children's Mercy Park, Kansas City, KS Spectateurs : 16 193 Arbitrage : Nima Saghafi | Children's Mercy Park, Kansas City, KS Spectateurs : 16 193 Arbitrage : Nima Saghafi |
| Feilhaber · Rubio · Ilie · Medranda · Sallói · Besler | Tirs au but 5 - 4          | Wondolowski · Imperiale · Cerén · Qazaishvili · Jungwirth · Bernárdez |                            | Children's Mercy Park, Kansas City, KS Spectateurs : 16 193 Arbitrage : Nima Saghafi | Children's Mercy Park, Kansas City, KS Spectateurs : 16 193 Arbitrage : Nima Saghafi |

| 15 août 2017 | FC Cincinnati (USL) | 2 - 3 a. p. | (MLS) New York Red Bulls           |                                                                               |                                                                               |
|              | Bone 31e Berry 62e  | (1 - 0)     | 75e Verón 78e 101e Wright-Phillips | Nippert Stadium, Cincinnati, OH Spectateurs : 33 250 Arbitrage : Sorin Stoica | Nippert Stadium, Cincinnati, OH Spectateurs : 33 250 Arbitrage : Sorin Stoica |
|              | Rapport             |             |                                    | Nippert Stadium, Cincinnati, OH Spectateurs : 33 250 Arbitrage : Sorin Stoica | Nippert Stadium, Cincinnati, OH Spectateurs : 33 250 Arbitrage : Sorin Stoica |

### Finale
| 20 septembre 2017 | Sporting Kansas City (MLS) | 2 - 1   | (MLS) New York Red Bulls | Children's Mercy Park, Kansas City, KS           |                                                  |
|                   | Blessing 25e · Sallói 66e  | (1 - 0) | 90+1e Wright-Phillips    | Spectateurs : 21 523 Arbitrage : Hilario Grajeda | Spectateurs : 21 523 Arbitrage : Hilario Grajeda |
|                   | Rapport                    |         |                          | Spectateurs : 21 523 Arbitrage : Hilario Grajeda | Spectateurs : 21 523 Arbitrage : Hilario Grajeda |

| Sporting Kansas City | New York Red Bulls |

| Sporting Kansas City : |    |                   |       |     |
|                        |    |                   |       |     |
| GB                     | 29 | Tim Melia         |       |     |
| DD                     | 8  | Graham Zusi       |       |     |
| DC                     | 5  | Matt Besler (c)   |       |     |
| DC                     | 3  | Ike Opara         | 90+6e |     |
| DG                     | 15 | Seth Sinovic      | 4e    |     |
| MDC                    | 6  | Ilie Sánchez      |       |     |
| MC                     | 10 | Benny Feilhaber   |       |     |
| MC                     | 27 | Roger Espinoza    |       |     |
| MOG                    | 9  | Latif Blessing    |       | 43e |
| MOD                    | 7  | Gerso Fernandes   |       | 56e |
| A                      | 11 | Diego Rubio       |       | 82e |
| Remplaçants :          |    |                   |       |     |
| GB                     | 1  | Adrian Zendejas   |       |     |
| D                      | 2  | Erik Palmer-Brown |       |     |
| D                      | 17 | Saad Abdul-Salaam |       |     |
| M                      | 19 | Cristian Lobato   |       |     |
| A                      | 30 | Dániel Sallói     |       | 43e |
| A                      | 88 | Kévin Oliveira    |       | 82e |
| A                      | 94 | Jimmy Medranda    |       | 56e |
| Entraîneur :           |    |                   |       |     |
| Peter Vermes           |    |                   |       |     |

| New York Red Bulls : |    |                         |     |     |
|                      |    |                         |     |     |
| GB                   | 18 | Ryan Meara              |     |     |
| DG                   | 29 | Fidel Escobar           |     |     |
| DC                   | 33 | Aaron Long              | 27e |     |
| DD                   | 62 | Michael Murillo         |     |     |
| MDC                  | 8  | Felipe                  |     |     |
| MG                   | 92 | Kemar Lawrence          |     | 66e |
| MD                   | 19 | Alex Muyl               |     | 71e |
| MO                   | 4  | Tyler Adams             | 57e |     |
| AiG                  | 16 | Sacha Kljestan (c)      |     |     |
| A                    | 99 | Bradley Wright-Phillips |     |     |
| AiD                  | 27 | Sean Davis              |     | 77e |
| Remplaçants :        |    |                         |     |     |
| GB                   | 31 | Luis Robles             |     |     |
| D                    | 5  | Connor Lade             |     |     |
| M                    | 6  | Dan Metzger             |     |     |
| M                    | 7  | Derrick Etienne         |     |     |
| A                    | 10 | Muhamed Keita           |     | 77e |
| A                    | 15 | Sal Zizzo               |     | 66e |
| A                    | 30 | Gonzalo Verón           |     | 71e |
| Entraîneur :         |    |                         |     |     |
| Jesse Marsch         |    |                         |     |     |

| Assistants : Jason White Andrew Bigelow Quatrième arbitre : Ismail Elfath |

| Vainqueur de la Lamar Hunt US Open Cup 2017 Sporting Kansas City 4e titre |

### Tableau final
|  | Huitièmes de finale         | Huitièmes de finale      |                               |       | Quarts de finale | Quarts de finale |  |  | Demi-finales | Demi-finales |  |  | Finale            | Finale            |
|  | Huitièmes de finale         | Huitièmes de finale      |                               |       | Quarts de finale | Quarts de finale |  |  | Demi-finales | Demi-finales |  |  | Finale            | Finale            |
|  |                             |                          |                               |       |                  |                  |  |  |              |              |  |  |                   |                   |
|  | 28 juin 2017                | 28 juin 2017             |                               |       | 11 juillet 2017  | 11 juillet 2017  |  |  | 9 août 2017  | 9 août 2017  |  |  | 20 septembre 2017 | 20 septembre 2017 |
|  | 28 juin 2017                | 28 juin 2017             |                               |       | 11 juillet 2017  | 11 juillet 2017  |  |  | 9 août 2017  | 9 août 2017  |  |  | 20 septembre 2017 | 20 septembre 2017 |
|  | Houston Dynamo              | 0                        |                               |       | 11 juillet 2017  | 11 juillet 2017  |  |  | 9 août 2017  | 9 août 2017  |  |  | 20 septembre 2017 | 20 septembre 2017 |
|  | Houston Dynamo              | 0                        |                               |       | 11 juillet 2017  | 11 juillet 2017  |  |  | 9 août 2017  | 9 août 2017  |  |  | 20 septembre 2017 | 20 septembre 2017 |
|  | Sporting Kansas City        | 2                        |                               |       | 11 juillet 2017  | 11 juillet 2017  |  |  | 9 août 2017  | 9 août 2017  |  |  | 20 septembre 2017 | 20 septembre 2017 |
|  | Sporting Kansas City        | 2                        | Sporting Kansas City a. p.    | 3     |                  |                  |  |  | 9 août 2017  | 9 août 2017  |  |  | 20 septembre 2017 | 20 septembre 2017 |
|  | 27 juin 2017                |                          | Sporting Kansas City a. p.    | 3     |                  |                  |  |  | 9 août 2017  | 9 août 2017  |  |  | 20 septembre 2017 | 20 septembre 2017 |
|  |                             | FC Dallas                | 0                             |       |                  |                  |  |  | 9 août 2017  | 9 août 2017  |  |  | 20 septembre 2017 | 20 septembre 2017 |
|  | FC Dallas                   | FC Dallas                | 0                             | 3     |                  |                  |  |  | 9 août 2017  | 9 août 2017  |  |  | 20 septembre 2017 | 20 septembre 2017 |
|  | FC Dallas                   | 10 juillet 2017          |                               | 3     |                  |                  |  |  | 9 août 2017  | 9 août 2017  |  |  | 20 septembre 2017 | 20 septembre 2017 |
|  | Colorado Rapids             | 1                        |                               |       |                  |                  |  |  | 9 août 2017  | 9 août 2017  |  |  | 20 septembre 2017 | 20 septembre 2017 |
|  | Colorado Rapids             | 1                        | Sporting Kansas City t. a. b. | 1 (5) |                  |                  |  |  |              |              |  |  | 20 septembre 2017 | 20 septembre 2017 |
|  | 28 juin 2017                |                          | Sporting Kansas City t. a. b. | 1 (5) |                  |                  |  |  |              |              |  |  | 20 septembre 2017 | 20 septembre 2017 |
|  |                             | San Jose Earthquakes     | 1 (4)                         |       |                  |                  |  |  |              |              |  |  | 20 septembre 2017 | 20 septembre 2017 |
|  | San Jose Earthquakes        | San Jose Earthquakes     | 1 (4)                         | 2     |                  |                  |  |  |              |              |  |  | 20 septembre 2017 | 20 septembre 2017 |
|  | San Jose Earthquakes        | 15 août 2017             |                               | 2     |                  |                  |  |  |              |              |  |  | 20 septembre 2017 | 20 septembre 2017 |
|  | Seattle Sounders            | 1                        |                               |       |                  |                  |  |  |              |              |  |  | 20 septembre 2017 | 20 septembre 2017 |
|  | Seattle Sounders            | 1                        | San Jose Earthquakes          | 3     |                  |                  |  |  |              |              |  |  | 20 septembre 2017 | 20 septembre 2017 |
|  | 28 juin 2017                |                          | San Jose Earthquakes          | 3     |                  |                  |  |  |              |              |  |  | 20 septembre 2017 | 20 septembre 2017 |
|  |                             | Los Angeles Galaxy       | 2                             |       |                  |                  |  |  |              |              |  |  | 20 septembre 2017 | 20 septembre 2017 |
|  | Los Angeles Galaxy          | Los Angeles Galaxy       | 2                             | 2     |                  |                  |  |  |              |              |  |  | 20 septembre 2017 | 20 septembre 2017 |
|  | Los Angeles Galaxy          | 2 août 2017              |                               | 2     |                  |                  |  |  |              |              |  |  | 20 septembre 2017 | 20 septembre 2017 |
|  | Sacramento Republic         | 0                        |                               |       |                  |                  |  |  |              |              |  |  | 20 septembre 2017 | 20 septembre 2017 |
|  | Sacramento Republic         | 0                        | Sporting Kansas City          | 2     |                  |                  |  |  |              |              |  |  |                   |                   |
|  | 28 juin 2017                |                          | Sporting Kansas City          | 2     |                  |                  |  |  |              |              |  |  |                   |                   |
|  |                             | New York Red Bulls       | 1                             |       |                  |                  |  |  |              |              |  |  |                   |                   |
|  | Miami FC                    | New York Red Bulls       | 1                             | 3     |                  |                  |  |  |              |              |  |  |                   |                   |
|  | Miami FC                    |                          |                               | 3     |                  |                  |  |  |              |              |  |  |                   |                   |
|  | Atlanta United              | 2                        |                               |       |                  |                  |  |  |              |              |  |  |                   |                   |
|  | Atlanta United              | 2                        | Miami FC                      | 0     |                  |                  |  |  |              |              |  |  |                   |                   |
|  | 28 juin 2017                |                          | Miami FC                      | 0     |                  |                  |  |  |              |              |  |  |                   |                   |
|  |                             | FC Cincinnati            | 1                             |       |                  |                  |  |  |              |              |  |  |                   |                   |
|  | FC Cincinnati t. a. b.      | FC Cincinnati            | 1                             | 0 (3) |                  |                  |  |  |              |              |  |  |                   |                   |
|  | FC Cincinnati t. a. b.      | 13 juillet 2017          |                               | 0 (3) |                  |                  |  |  |              |              |  |  |                   |                   |
|  | Chicago Fire                | 0 (1)                    |                               |       |                  |                  |  |  |              |              |  |  |                   |                   |
|  | Chicago Fire                | 0 (1)                    | FC Cincinnati                 | 2     |                  |                  |  |  |              |              |  |  |                   |                   |
|  | 28 juin 2017                |                          | FC Cincinnati                 | 2     |                  |                  |  |  |              |              |  |  |                   |                   |
|  |                             | New York Red Bulls a. p. | 3                             |       |                  |                  |  |  |              |              |  |  |                   |                   |
|  | New England Revolution      | New York Red Bulls a. p. | 3                             | 2     |                  |                  |  |  |              |              |  |  |                   |                   |
|  | New England Revolution      |                          |                               | 2     |                  |                  |  |  |              |              |  |  |                   |                   |
|  | D.C. United                 | 1                        |                               |       |                  |                  |  |  |              |              |  |  |                   |                   |
|  | D.C. United                 | 1                        | New England Revolution        | 0     |                  |                  |  |  |              |              |  |  |                   |                   |
|  | 28 juin 2017                |                          | New England Revolution        | 0     |                  |                  |  |  |              |              |  |  |                   |                   |
|  |                             | New York Red Bulls       | 1                             |       |                  |                  |  |  |              |              |  |  |                   |                   |
|  | New York Red Bulls t. a. b. | New York Red Bulls       | 1                             | 1 (5) |                  |                  |  |  |              |              |  |  |                   |                   |
|  | New York Red Bulls t. a. b. |                          |                               | 1 (5) |                  |                  |  |  |              |              |  |  |                   |                   |
|  | Philadelphia Union          | 1 (3)                    |                               |       |                  |                  |  |  |              |              |  |  |                   |                   |
|  | Philadelphia Union          | 1 (3)                    |                               |       |                  |                  |  |  |              |              |  |  |                   |                   |

## Synthèse

### Nombre d'équipes par division et par tour
| Divisions \ Manches                      | Premier tour  | Deuxième tour | Troisième tour | Quatrième tour | Huitièmes de finale | Quarts de finale | Demi-finales | Finale |
| ---------------------------------------- | ------------- | ------------- | -------------- | -------------- | ------------------- | ---------------- | ------------ | ------ |
| MLS (D1) 19 équipes                      | non présentes | non présentes | non présentes  | 19             | 13                  | 6                | 3            | 2      |
| NASL (D2) 6 équipes                      | non présentes | 6             | 4              | 3              | 1                   | 1                | Aucune       | Aucune |
| USL (D2) 18 équipes                      | non présentes | 18            | 16             | 9              | 2                   | 1                | 1            | Aucune |
| PDL (D4) 21 équipes                      | 21 présentes  | 12            | 3              | Aucune         | Aucune              | Aucune           | Aucune       | Aucune |
| NPSL (D4) 18 équipes                     | 18 présentes  | 8             | Aucune         | Aucune         | Aucune              | Aucune           | Aucune       | Aucune |
| USASA (divisions inférieures) 16 équipes | 16            | 8             | 3              | 1              | Aucune              | Aucune           | Aucune       | Aucune |
| USSSA 1 équipe                           | 1             | Aucune        | Aucune         | Aucune         | Aucune              | Aucune           | Aucune       | Aucune |
| Total                                    | 99            | 71            | 45             | 32             | 16                  | 8                | 4            | 2      |

### Le parcours des équipes de Major League Soccer
- Les équipes de Major League Soccer font leur entrée dans la compétition lors du quatrième tour.

| Équipes de la Conférence Ouest | Édition précédente | Édition 2017                                                   |
| ------------------------------ | ------------------ | -------------------------------------------------------------- |
| Minnesota United               | 4e tour            | 1/8 de finale c. Sporting Kansas City (MLS) [4-0]              |
| Colorado Rapids                | 1/8 de finale      | 1/8 de finale c. FC Dallas (MLS) [6-2]                         |
| FC Dallas                      | Vainqueur          | 1/4 de finale c. Sporting Kansas City (MLS) [3-0 a. p.]        |
| Houston Dynamo                 | 1/4 de finale      | 1/8 de finale c. Sporting Kansas City (MLS) [0-2]              |
| Los Angeles Galaxy             | Demi-finale        | 1/4 de finale c. San Jose Earthquakes (MLS) [3-2]              |
| Portland Timbers               | 1/8 de finale      | 4e tour c. Seattle Sounders FC (MLS) [2-1]                     |
| Real Salt Lake                 | 1/8 de finale      | 4e tour c. Sacramento Republic (USL) [4-1]                     |
| San José Earthquakes           | 4e tour            | Demi-finale c. Sporting Kansas City (MLS) [1-1 (5-4 t. a. b.)] |
| Seattle Sounders               | 1/4 de finale      | 1/8 de finale c. San Jose Earthquakes (MLS) [2-1]              |
| Sporting Kansas City           | 1/8 de finale      | Vainqueur                                                      |

| Équipes de la Conférence Est | Édition précédente     | Édition 2017                                                   |
| ---------------------------- | ---------------------- | -------------------------------------------------------------- |
| Atlanta United               | Première participation | 1/8 de finale c. Miami FC (NASL) [3-2]                         |
| Chicago Fire                 | Demi-finale            | 1/8 de finale c. FC Cincinnati (USL) [3-1 a. p.]               |
| Columbus Crew                | 1/8 de finale          | 4e tour c. FC Cincinnati (USL) [1-0]                           |
| DC United                    | 4e tour                | 1/8 de finale c. New England Revolution (MLS) [2-1]            |
| Orlando City SC              | 1/8 de finale          | 4e tour c. Miami FC (NASL) [1-3]                               |
| New England Revolution       | Finaliste              | 1/4 de finale c. New York Red Bulls (MLS) [0-1]                |
| New York City FC             | 4e tour                | 4e tour c. New York Red Bulls (MLS) [1-0]                      |
| New York Red Bulls           | 1/8 de finale          | Finaliste c. Sporting Kansas City (MLS) [2-1]                  |
| Philadelphia Union           | 1/4 de finale          | 1/8 de finale c. New York Red Bulls (MLS) [1-1 (5-3 t. a. b.)] |

### Meilleurs buteurs
| Rang | Joueur                  | Équipe                | Buts |
| ---- | ----------------------- | --------------------- | ---- |
| 1    | Baye Djiby Fall         | FC Cincinnati         | 4    |
| 1    | Stéfano                 | Miami FC              | 4    |
| 1    | Bradley Wright-Phillips | New York Red Bulls    | 4    |
| 4    | Latif Blessing          | Sporting Kansas City  | 3    |
| 4    | Pete Caringi III        | Christos FC           | 3    |
| 4    | Danny Hoesen            | San Jose Earthquakes  | 3    |
| 4    | Jeff Michaud            | South Florida Surf    | 3    |
| 4    | Dániel Sallói           | Sporting Kansas City  | 3    |
| 4    | Mark Verso              | FC Golden State Force | 3    |
| 4    | Harry Williams          | Sacramento Republic   | 3    |
| 10   | 29 joueurs              | 25 équipes            | 2    |